# Marosgombás
Marosgombás (Gâmbaș), település Romániában, Erdélyben, Fehér megyében.

## Fekvése
Nagyenyedtől északra, a Maros mellett, Miklóslaka és Miriszló közt fekvő település.

## Története
Marosgombás Árpád-kori település. Nevét 1231-ben említette először oklevél Morus...Gunbas néven.
1280-ban Gonbas, 1318-ban Gumbas, 1913-ban Marosgombás néven írták. A 13. század elején Gombás Kege birtoka volt, aki a birtok egyik felét a gyulafehérvári káptalanra hagyta, másik felét pedig eladta Peech fia Jovbnak, aki a birtok felét - rokonai beleegyezésével - 20 márkáért eladta Mihály fia Obus-nak. 1280-ban Obus fia Miklós comes átíratta oklevelét. E Miklós comes ekkor az alvajda küldötte és királyi ember volt. Miklós comes fia András, aki 1318-ban Elleus mester serviense volt, majd 1328-1329-ben Szécsényi Tamás vajda embere volt. 1325-ben András fia Domokos feleségével, a Becsegergely nemzetséghez tartozó Gelethel kapta Somkeréket. András fiait Csombordi néven is nevezték. 1910-ben 505 lakosából 263 magyar, 242 román volt. Ebből 3 római katolikus, 242 görögkatolikus, 260 református volt. A trianoni békeszerződés előtt Alsó-Fehér vármegye Nagyenyedi járásához tartozott.

## Híres emberek
- Itt született Székely Mihály (1912–2002) erdélyi magyar festőművész[2]